# 今戶燒
今戶燒是15世紀中旬，於東京台東區今戶區起源的素陶瓷器名稱。
生產日用雜器、茶道具、土人形、火鉢、植木鉢、瓦等。天正年間（1573年-1592年）開始生產。

## 外部連結
- 今戸焼の窯のこと（页面存档备份，存于）